# Carcharhinus fitzroyensis
Carcharhinus fitzroyensis là một loài cá mập trong chi Carcharhinus. Loài này đặc hữu vùng biển biển miền bắc Úc.